# بولين ميشيل
بولين ميشيل هي كاتِبة وكاتبة غنائية وشاعرة كندية، ولدت في مايو 1944 في كيبك في كندا.